# Alberto Ramírez Dioses
Alberto Ramírez (Talara, 5 de noviembre de 1968) es un exfutbolista y entrenador peruano que jugaba como delantero centro. Actualmente dirige a Atlético Torino que participa en la Copa Perú.

## Trayectoria

### Como jugador
Alberto "El Tanque" Ramírez comenzó su carrera a los 19 años jugando en la Segunda División por el Juventud La Palma de Huacho. En 1990 debutó en primera jugando con Sport Boys del Callao, ese mismo año se va por cuatro meses a Bolivia para jugar en el The Strongest. De regreso en Perú, comienza a demostrar su capacidad goleadora con el Alianza Atlético de Sullana y ello le valió ser contratado por Sporting Cristal en 1993 dónde llegó a disputar la Copa Libertadores. El siguiente año se muda a Chimbote para jugar con el Deportivo Sipesa hasta 1995, año en el cual se queda a solo un gol de Julinho, el máximo goleador esa temporada. Ese año fue convocado a la selección peruana para la Copa América.
Tras pasar un año con poca fortuna en Universitario, en 1997 se va a jugar en la Segunda División de México con el Tampico Madero antes de pasar al Puebla donde llega a alternar con José Soto. Luego pasa medio año jugando con el Xerez CD en la Segunda División de España antes de regresar al fútbol peruano a cumplir sus últimas temporadas con el Melgar de Arequipa, Alianza Atlético, Deportivo UPAO y finalmente en Chiclayo con el Juan Aurich.

### Como entrenador
Debutó como entrenador en 2010 dirigiendo al Atlético Torino.

## Selección nacional
Ha sido internacional con la selección peruana en 11 oportunidades entre 1992 y 1996 anotando 3 goles.

### Participaciones en Copa América
| Torneo            | Sede    | Resultado    |
| ----------------- | ------- | ------------ |
| Copa América 1995 | Uruguay | Primera fase |

## Clubes

### Como jugador
| Club              | País    | Año       |
| ----------------- | ------- | --------- |
| Juventud La Palma | Perú    | 1988-1989 |
| Sport Boys        | Perú    | 1990      |
| The Strongest     | Bolivia | 1990      |
| Alianza Atlético  | Perú    | 1991-1992 |
| Sporting Cristal  | Perú    | 1993      |
| Deportivo Sipesa  | Perú    | 1994-1995 |
| Universitario     | Perú    | 1996      |
| Tampico Madera    | México  | 1996-1997 |
| Puebla            | México  | 1997      |
| Xerez             | España  | 1998      |
| FBC Melgar        | Perú    | 1998-1999 |
| Alianza Atlético  | Perú    | 1999      |
| Deportivo UPAO    | Perú    | 2000      |
| Juan Aurich       | Perú    | 2000      |

### Como entrenador
| Club            | País | Año  |
| --------------- | ---- | ---- |
| Atlético Torino | Perú | 2010 |
| Atlético Torino | Perú | 2015 |
| Atlético Torino | Perú | 2017 |